# Purificatoire

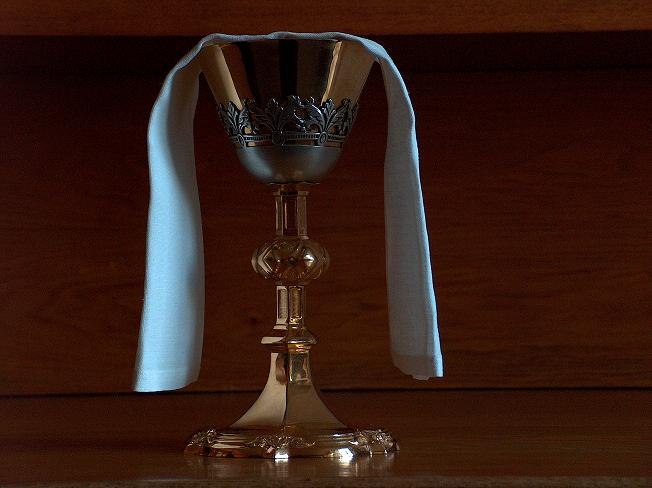
Purificatoire posé sur le calice

Le purificatoire est un linge liturgique servant à recueillir le Sang du Christ qui pourrait couler du calice lors de la communion du prêtre, et à purifier les vases sacrés - le calice et la patène - après la communion.

## Description
Susceptible de recueillir le Corps et le Sang du Christ, il doit être rincé dans une première eau qui sera évacuée directement dans la terre par respect dû au Corps et au Sang du Christ, avant d'être lavé. Il doit être détruit (brûlé) et non jeté lorsque l'usure le rend inutilisable.
Déplié, c'est un rectangle de tissu blanc, mesurant environ cinquante sur quarante centimètres. Au centre, une croix rouge est brodée. Il se plie en trois dans le sens de la longueur, puis en deux dans l'autre sens, de telle manière que soit visible sur la partie supérieure la croix brodée au centre. On distingue donc facilement le purificatoire du corporal par ses dimensions et son pliage (en trois puis en deux), et du manuterge par la croix qu'il a en son milieu.